# قينة (عمران)
قينه هي إحدى قرى الجمهورية اليمنية. تتبع جغرافيا لمحافظة عمران وإداريًا لمديرية جبل عيال يزيد. يبلغ تعداد سكانها 3520 نسمة حسب الإحصاء الذي أجري عام 2004.

## الموقع
تقع شمال محافظة عمران وتبعد عن المحافظة حوالي 10 كم، وتبلغ مساحتها حوالي 8000 كيلو متر مربع وعدد سكانها حوالي 9000 نسمة.[بحاجة لمصدر]